# Contracte de subministrament
El contracte de subministrament és aquell contracte pel qual una persona, el subministrador, s'obliga a lliurar a una altra, el subministrat, a canvi de preu i de forma successiva i periòdica, coses mobles en el moment i quantitat pactats.
El subministrament facilita al subministrador l'exercici d'una activitat econòmica planificada i assegura al subministrat un aprofitament estable que minimitza els costos de producció i emmagatzemament.
L'aigua, l'electricitat i el gas per a usos domèstics i industrials s'obtenen generalment mitjançant aquest contracte. Així mateix, poden ser objecte d'aquest contracte les matèries primeres i altres coses susceptibles de ser pesades, mesurades o comptades, com ara el fil musical.

## Regulació en el dret espanyol
Les característiques essencials d'aquest contracte són la seva durada i la finalitat que es busca, estar subministrat, el que fa que l'incompliment de lliuraments concrets no determini la resolució del contracte. Cal destacar que en el contracte de subministrament no hi ha una única obligació de lliurament que pot tenir compliment diferit, sinó que existeix un únic contracte però amb diverses obligacions de lliurament autònomes i independents entre si. És a dir, es tracta d'una cadena de compravendes successives en el temps. L'avantatge que s'obté vers la compravenda és l'aprovisionament continuat.
La legislació espanyola no regula expressament aquest contracte per la qual cosa s'aplicarà la normativa de la compravenda, un contracte afí, en la mesura que es pugui, és a dir, sempre que aquesta normativa no es contradigui amb la naturalesa del contracte de subministrament. Quant a la mercantilitat d'aquest contracte, aquesta dependrà del destí que el subministrat doni als productes adquirits.
Normalment, aquests contractes tenen una llarga durada i per això és freqüent que les parts estipulin clàusules de revisió del preu amb la finalitat de preveure les seves fluctuacions.
Quan el subministrador augmenti la seva tarifa, haurà de donar cert preavís al subministrat abans del canvi dels preus, amb possibilitat de resolució.
S'acostuma a pactar una quantitat mínima i una màxima a subministrar, marge dins el qual es deixa que el subministrat variï les demandes que necessiti.
Partint del principi que els gèneres mai desapareixen, el risc de pèrdua de la cosa corre sempre a càrrec del subministrador, que, excepte pacte en contra, es veurà obligat a lliurar al subministrat un nou bé si la cosa es perd abans del lliurament.
Els pactes d'exclusiva són possibles en el contracte de subministrament, ja sigui en les dues direccions o només a favor d'una de les parts.

## Durada i extinció del contracte
El subministrament pot ser un contracte de duració determinada o indefinit. Aquests darrers es resoldran per incompliment (article 1124 del Codi Civil) o quan es doni un preavís raonable, ja que les obligacions perpètues estan prohibides. Si al contracte no s'estableix amb quanta antelació s'ha de donar aquest preavís, s'haurà de recórrer a l'equitat. Les causes d'extinció del contracte de subministrament són tres:
- Transcurs del termini pactat, en els contractes de duració determinada.
- Incompliment de les obligacions de l'altra part.
- Denúncia d'una de les parts amb el preavís suficient, en els contractes indefinits.